# André Benoît Perrachon
André Benoît Perrachon, né le 7 juillet 1828 à Lyon, et mort dans cette même ville le 30 décembre 1908, est un peintre français.

## Biographie
Né à Lyon de monsieur Louis Perrachon et de mademoiselle Marie Aimé Morelon, il apprend la peinture à l'École des Beaux-Arts de Lyon, puis à Paris en 1847 chez François Lepage et chez Pierre-Adrien Chabal-Dessurgey, directeur de l'atelier de peinture de fleurs de la Manufacture nationale des Gobelins .
Peintre de scènes de genre, de natures mortes et surtout de fleurs, il expose au Salon de Paris à partir de 1850 où il obtint une mention honorable en 1859 puis une autre en 1863. Il acquiert sa réputation par son aptitude à rendre aux fleurs et aux roses, un naturel d'une perfection inégalable.
Il est élu président de la Société Lyonnaise des Beaux-Arts dès sa création en 1887.

Il a enseigné la peinture à Claudia Bret-Charbonnier, Thérèse Guérin, Marie Girard-Nauwelaers, Marie Hodieux-Belous et Mathilde Mitton ainsi qu'à son petit-fils Joseph Perrachon (1883-1969).

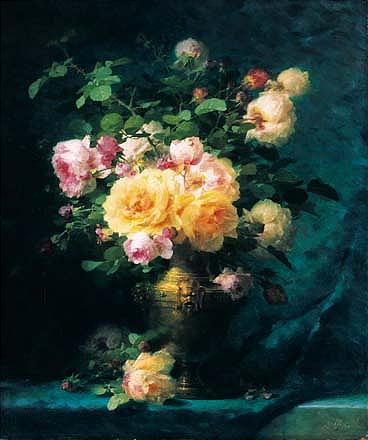
Vase de fleurs

## Œuvres dans les collections publiques
- L'hommage aux Poètes du siècle, huile sur toile, musée des beaux-arts de Lyon[4] ;
- Les apprêts d'un repas, huile sur toile, musée des beaux-arts de Lyon[5] ;
- Roses variées dans un verre de cristal, huile sur toile, musée des beaux-arts de Lyon[6] ;
- Bouquet de roses, huile sur toile, Hôtel-Dieu de Tournus[7] ;